# Jardins du manoir d'Eyrignac
 (juin 2017).
Si vous disposez d'ouvrages ou d'articles de référence ou si vous connaissez des sites web de qualité traitant du thème abordé ici, merci de compléter l'article en donnant les références utiles à sa vérifiabilité et en les liant à la section « Notes et références ».
Les jardins du manoir d'Eyrignac sont situés à Salignac-Eyvigues, en Dordogne, dans le Périgord noir (région Nouvelle-Aquitaine). Ils ont reçu le label Jardin remarquable en 2005 et sont inscrits à la liste supplémentaire des monuments historiques des XVIIe et XVIIIe siècles depuis 1986. Ils sont situés non loin de la grotte de Lascaux et de Sarlat-la-Canéda.

## Histoire des jardins
Les jardins d'Eyrignac ont connu plusieurs styles : jardin à la française au XVIIIe siècle, jardin à l'anglaise au XIXe siècle, jardins recomposés au XXe siècle s'inspirant des jardins italiens de la Renaissance, des jardins à la française du Grand Siècle et des jardins médiévaux.

### Les jardins d'Eyrignac auXVIIIesiècle
Dès le Haut Moyen Âge, l'existence d'un castel est attesté sur les terres d'Eyrignac. Il est détruit pendant l'épisode de la Fronde des Princes. Antoine de Costes de La Calprenède (1605-1689), conseiller au présidial de Sarlat, alors propriétaire d'Eyrignac avait fait le choix de rester fidèle au jeune Louis XIV ; en représailles, les troupes du Grand Condé mirent le castel à sac. En 1653, un manoir est édifié à l'emplacement de la bâtisse médiévale.
Les premiers jardins sont aménagés au XVIIIe siècle. Louis-Antoine Gabriel de la Calprenède, arrière-petit-fils d'Antoine, contrôleur général des comptoirs et monnaies de France de Louis XV, fait dessiner un jardin à la française inspiré des jardins des villas d'Italie.

### Les jardins d'Eyrignac auXIXesiècle
Au XIXe siècle, les jardins à la française sont délaissés au profit des aménagements à l'anglaise. Les jardins d'Eyrignac n'échappent pas à la nouvelle tendance et se voient complètement remaniés en un parc à l'anglaise.

### Les jardins d'Eyrignac auXXesiècle
Dans les années 1960, Gilles Sermadiras, prend la décision d'abandonner le jardin à l'anglaise du XIXe siècle et de redonner vie aux jardins à la française d'Eyrignac, convaincu qu'un jardin régulier sera plus en harmonie avec l'architecture du manoir. Il fait tout d'abord réaliser plusieurs plans par des paysagistes mais n'en retient aucun. Finalement, il entreprend lui-même la transformation d'Eyrignac : il recherche sur le terrain toutes les traces de l'ancien jardin : murets, escaliers, ancien bassin, etc puis le dessine. Enfin, aidé de son fils, Gilles, il concrétise son projet : un jardin de topiaires tel que l'on aurait pu en imaginer un il y a quatre siècles.
Les jardins du manoir d'Eyrignac sont ouverts au public en 1987.
Chaque été, les propriétaires organisent des pique-niques blancs en soirée, une fois par semaine (16e édition en 2024).

## Le style

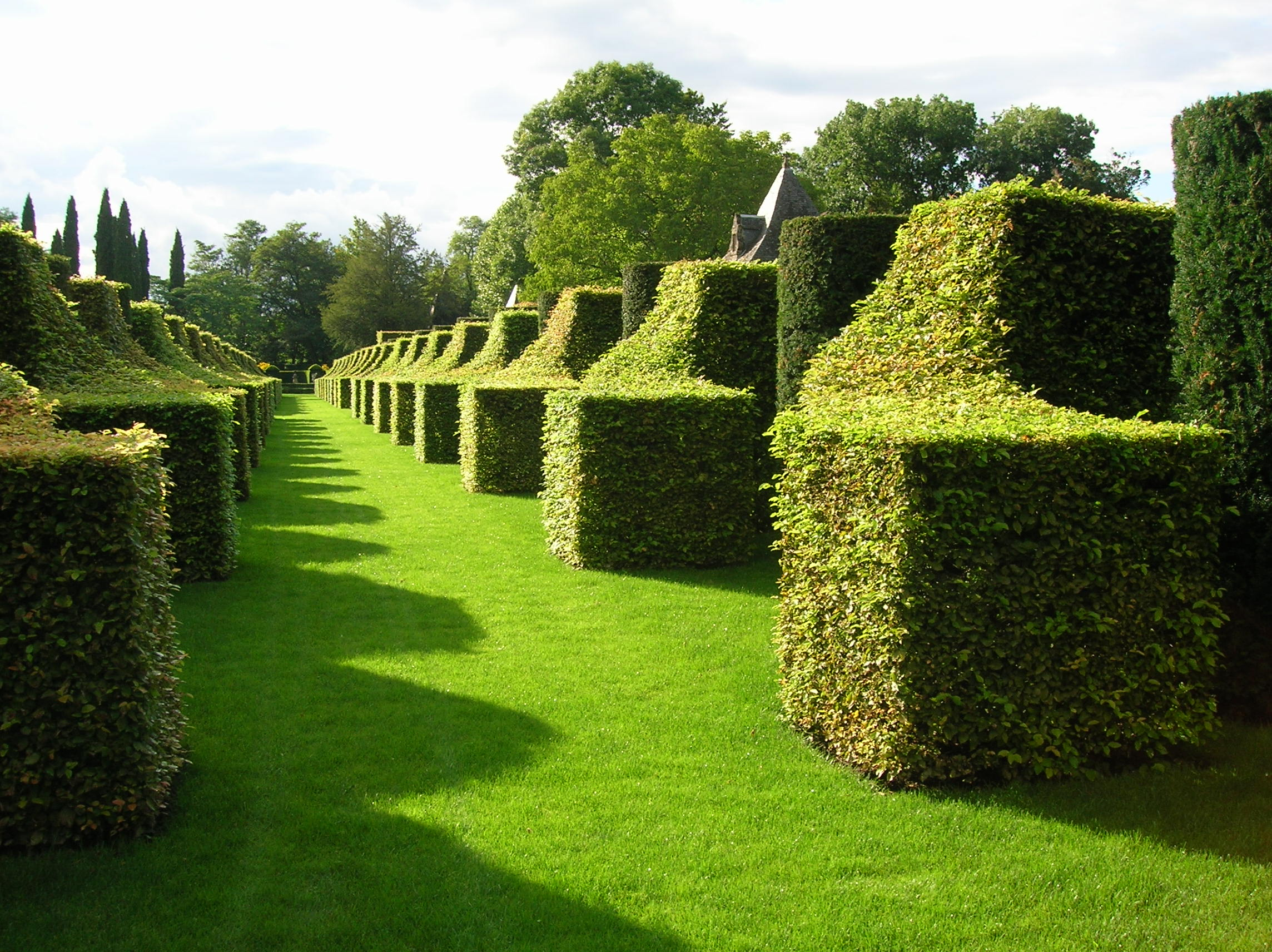
Art topiaire dans les jardins du manoir d'Eyrignac.

Les jardins d'Eyrignac sont « un rêve d'harmonie »[Pour qui ?] : harmonie des styles, harmonie des formes et harmonie des couleurs.

### Les styles des jardins d'Eyrignac
En matière de style, c'est l'ordonnancement à la française qui prédomine, adouci par des réminiscences des jardins de la Renaissance italienne et par l'aménagement d'espaces au caractère champêtre en périphérie. Ce mélange crée un « jardin inclassable, très personnel »[Pour qui ?].

### Les topiaires
En matière de formes, ce sont les volumes des topiaires qui font la spécificité d'Eyrignac : boule, cylindre, pyramide, volute, parallélépipède. Conjugués, ces volumes taillés à la cisaille, aux cordeaux et au fil à plomb, composent des sculptures végétales, des chambres de verdure, des broderies de buis, un parterre à la française, etc. La diversité des formes n'en reste pas moins en harmonie avec les lignes architecturales du manoir et du domaine naturel préservé (de deux cents hectares) qui l'entoure. Eyrignac expose ainsi 300 formes de sculptures taillées en topiaire et 50 000 plans d'ifs, de buis et de charmes.

### Les couleurs des jardins d'Eyrignac
Eyrignac est un jardin vert à toutes les époques de l'année. Il doit cette caractéristique aux essences dont il est planté : ifs, buis, charmes et cyprès. Les promeneurs évoluent ainsi dans un camaïeu de verts, rehaussé du blanc des rosiers et du rouge vif des éléments de décor.
Alain Baraton, le journaliste de France Inter, jardinier en chef du Domaine national de Trianon et du Grand parc du château de Versailles évoque sa passion pour Eyrignac dans son Dictionnaire amoureux des Jardins : « Ce que je sais, c'est que Eyrignac est le domaine le mieux entretenu qu'il me fut permis de visiter et un jardin extraordinaire qui prouve que, même aux ordres du jardinier, la nature peut être grandiose ».

## Les jardins d'Eyrignac en détail

### L'allée des Charmes
L'allée des Charmes est la « colonne vertébrale » du jardin. Longue de 100 mètres, cette perspective orientée Est-Ouest et la perspective Nord-Sud composée successivement de la cour du Manoir puis du parterre à la française sont les deux axes principaux des jardins. L'allée des Charmes doit son nom aux 20 paires de charmes qui la structure.

### L'allée des Vases
L'allée des vases doit son nom aux vases florentin dans lesquels sont plantés des ifs taillés en boule.

### La pagode chinoise
Les jardins d'Eyrignac sont ornés de plusieurs éléments d'architecture d'inspiration asiatique laqué de rouge. La pagode chinoise est l'un de ces éléments. Elle est située à l'extrémité de la perspective de l'allée des charmes.

### Le jardin français
Le jardin français est un parterre de buis situé dans l'axe du manoir. Ce parterre est composé d'une arabesque de buis et conformément aux principes du jardin à la française, son dessin s'apprécie depuis le premier étage - l'étage noble - de la demeure.

### Le Vivier
Le bassin du vivier entouré d'arcades végétales rappelle les jardins italiens de la Renaissance, tel que le jardin de la villa d'Este.

### Le jardin blanc
Le jardin blanc est le dernier projet mené par Gilles Sermadiras. Cet espace diffère des premières créations. C'est pourquoi il a été placé légèrement à l'écart, comme un jardin secret (giardino segreto) dans l'esprit des jardins secrets de la Renaissance. La structure du jardin blanc est celle du jardin régulier : 2 allées orthogonales dessinent 4 parterres. Chaque parterre est délimité par une double bordure de buis fleurie de fleurs blanches et engazonné. En leur centre sont 4 fontaines entourées d'une broderie de buis en forme d'étoile. La fontaine principale du jardin blanc est située à l'intersection des allées. Elle est ornée de 4 grenouilles cracheuses d'eau fondues sur le modèle de celles du bassin de Latone des jardins de Versailles.

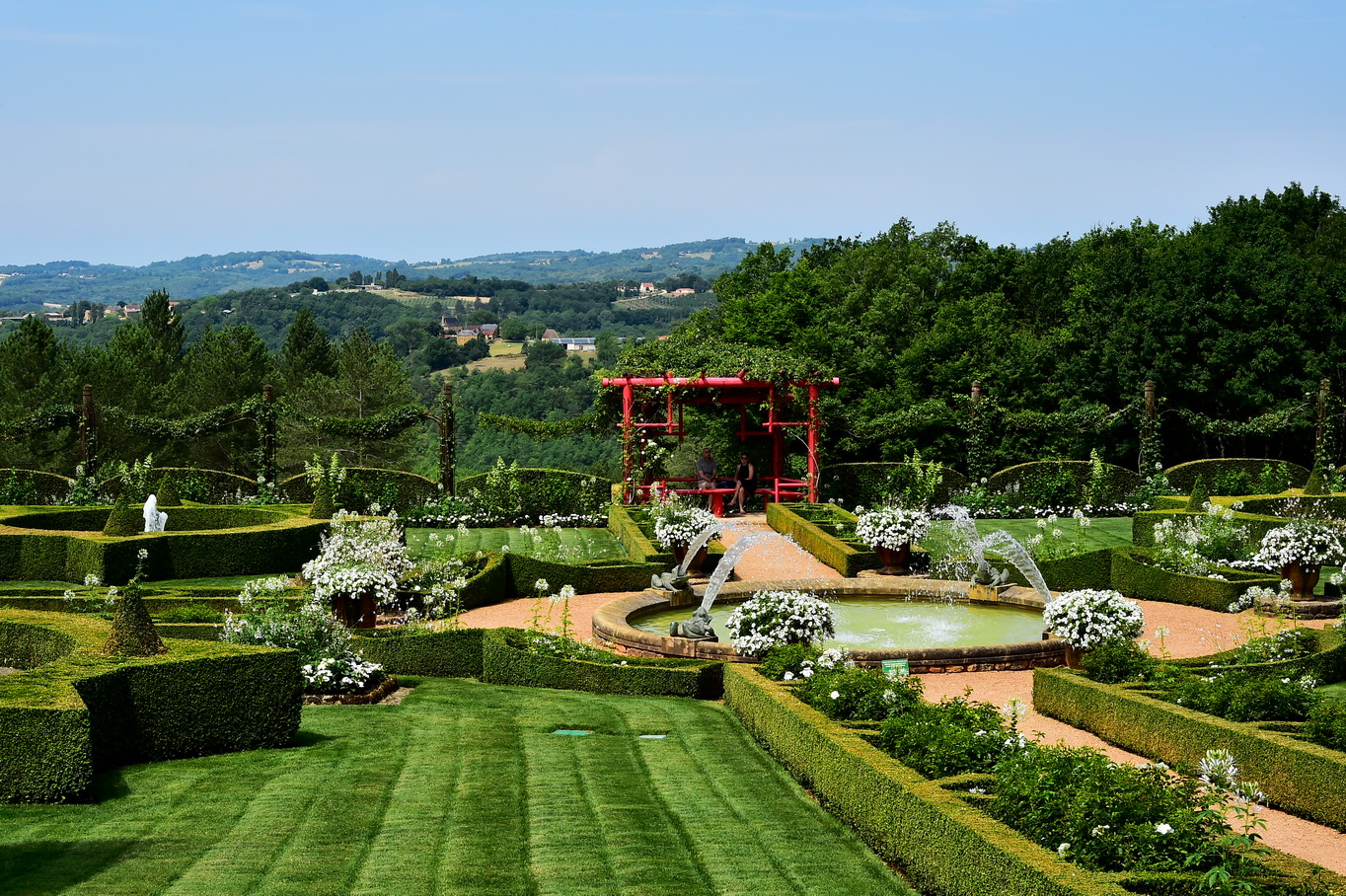
Le Jardin Blanc.

### Le potager
Le potager est une création récente. Planté de légumes et de fleurs, ce jardin utilitaire est également un jardin d'agrément. Ses dimensions sont modestes comme pouvaient l'être les jardins de curé médiévaux.

### Le jardin fleuriste
Le jardin fleuriste ou bouquetier est un jardin de fleurs qui contraste par ses couleurs vives avec le jardin français dominé par la verdure

## Distinctions
Ces jardins sont classés « Jardin remarquable ». Ils font également partie de l'association « Les Plus Beaux Jardins de France ».
Lauréat du Prix Jardins d’Exception EBTS France en 2010.

## Tourisme
En 2022, les jardins ont attiré 80 000 visiteurs.